# Маралал
Маралал — город в провинции Рифт-Валли, Кения. Административный центр округа Самбуру. В 1999 году население города составляло 16 281 человек. Основной деятельностью города является туризм.
В этом городе отбывал наказание Джомо Кениата.

## Религия
Город является центром одноимённой католической епархии.